# Fujiwara no Akirakeiko
Fujiwara no Akira Keiko (829 - 900) va ser la consort de l'emperador Montoku i el fill de la mare de l'emperador Seiwa. El seu pare era Fujiwara no Yoshifusa, el Gran Ministre d'Estat, i la seva mare era Minamoto no Kiyohime, la filla de l'emperador Saga. Més tard es va convertir en la princesa heredera i després l'emperadriu vídua. Com que Somedono era la residència del seu poble, es deia Somedono no Kisaki (Reina de Somedono).

## Biografia
Va entrar a la Cort Imperial quan l'emperador Montoku encara era príncep hereu i es va convertir en Togu no Miyasudokoro. El 19 de març de 850, l'emperador Montoku va abdicar i va ascendir al tron, i immediatament després, el 25 de març, va donar a llum al quart príncep, el príncep imperial Korehito (emperador Seiwa). Akiko també va donar a llum la tercera princesa, la princesa Yoshiko (any de naixement desconegut). El 9 de juliol va ser proclamada emperadriu. En aquell moment, el príncep Korehito ja tenia tres germanastres, i l'emperador era molt estimat pel seu primer fill, el príncep Koretaka, nascut de la concubina Ki Shizuko, i tenia moltes esperances que el succeís, però finalment va sucumbir a Yoshifusa. El príncep Korehito es va convertir en príncep hereu el novembre del mateix any amb només vuit mesos. L'any 853 se li va atorgar el rang de tercer rang júnior, i el 858 se li va atorgar el rang de primer rang juvenil. Quan el seu fill, el príncep Korehito, va pujar al tron (emperador Seiwa), es va convertir en la princesa hereva el mateix any. A més es va convertir en emperadriu vídua l'any 864, i gran emperadriu vídua l'any 882 després que el seu net l'emperador Yozei va pujar al tron.
El seu pare, Yoshifusa, va escriure un poema a l'antologia de Kokinshu, "A mesura que passen els anys, ens fem vells, però quan miro les flors, no em penedeixo", i va veure a Akiko com una flor de cirerer he estat una dona bella.
Al voltant del 7è any de l'era Jogan (865), hi ha relats de persones afectades per esperits al Konjaku Monogatarishu (volum 20, "L'emperadriu Somedono Imamiya es va convertir en un parlant desordenat, volum 7") i al Kojidan (Les paraules). i es diu que les accions descrites en aquests relats van provocar un tipus de trastorn bipolar. També hi ha una teoria que podria haver patit la malaltia.
La presència d'Akiko va ser en última instància un dels factors històrics que va provocar el govern regent del clan Fujiwara, però ella mateixa tendia a romandre reclusa, potser a causa de la seva malaltia, i poques vegades va fer aparicions públiques. t.
Va morir als 72 anys després de presenciar els regnats de sis emperadors.

## Obres amb Akiko Fujiwara (Emperadriu Somedono)
- "El dimoni de l'amor" - una obra de màscares basada en la història "L'emperadriu de Somedono" del Konjaku Monogatari (Takashi Shirakami - 2011)